# 岐阜県道227号牧田室原線
岐阜県道227号牧田室原線（ぎふけんどう227ごう まきだむろはらせん）とは、岐阜県大垣市上石津町牧田から同県養老郡養老町室原に至る一般県道である。

## 概要
養老町室原地内は、集落内を通過し1.2車線程度の隘路となっている。

### 路線データ
岐阜県法規集に基づく起終点および経過地は次のとおり
- 起点：大垣市上石津町牧田（和田橋南交差点＝国道365号交点）
- 終点：養老郡養老町室原（大坪溝東交差点＝岐阜県道96号大垣養老公園線交点）
- 重要な経過地：なし

## 地理

### 通過する自治体
- 岐阜県
大垣市 - 養老郡養老町

### 交差する道路
岐阜県大垣市
- 国道365号：和田橋南交差点
- 岐阜県道56号南濃関ケ原線：広瀬橋南交差点 - 広瀬橋北交差点で重複

岐阜県養老郡養老町
- 岐阜県道215号養老垂井線：中交差点
- 岐阜県道214号養老赤坂線：大坪交差点
- 岐阜県道96号大垣養老公園線：大坪溝東交差点

### 沿線
- 象鼻山古墳群

## 別名
- 牧田川やまざくら街道（大垣市）